# ایل بختی
'بُخْتی'، یا' بُخْتیّه'، یکی از طایفه‌های کهن کُرد ساکن در ناحیة بُخْتان (بوتان) در جزیرة ابن عمر در کرانة غربی رود دجله.
نام و خاستگاه: ناحیة قَردو که جغرافی نویسان اسلامی (مانند ابن اثیر، بلاذری و طبری) آن را بقردا و بقردی خوانده‌اند، تا اوایل دورة اسلامی به تمامی منطقه و شهری که امروزه به جزیرة ابن عمر معروف است، و پس از آن به بخشی از منطقه و ناحیة بوتان، گفته می‌شد. در دوران کهن این ناحیه جولانگاه تاخت و تاز دولت نیرومند خالدی (= هالدیا) بود که در سدة ۹ق‌م در ناحیة وان تشکیل شد. این همان دولتی است که آشوریان با نام «اورارتو»، عبریان «اراراط» (آرارات) ویونانیان «الارودی»، «خالدوی» و «خالدایوی» از آن یاد می‌کنند و تا سدة ۶ق‌م برقرار بوده است. خالدیها با آمدن ارامنه به ناحیة وان، از آنجا به کوهستانها پناه بردند
بنا بر روایت افسانه‌ای، تبار کردها به دوبرادر به نامهای بُخْت و بَجَن (نک: نیکیتین، :۸ بَچَن) بازمی‌گردد. این دو برادر به سودای به دست آوردن فرمانروایی جزیره، کارشان به ستیزه و جدایی کشید. بُخْت حکومت شهر جزیره را یافت و بجن به حصن کیفا رفت. حصن کیفا را قلعه و شهری در کرانة دجله، و میان آمِد و جزیرة ابن‌عمر دانسته‌اند؛ برای نام‌گذاری این قلعه، نک. از آن پس سرزمینی که طایفة بختی در آن می‌زیست، به نام آن طایفه، بختی، بختان یا بُهتان و بوتان نامیده شد.
در تعیین نیای قومی کردان، مینورسکی بختیان را بر نیاهای پیشنهادی دیگر ترجیح می‌دهد و به نقل از هرودت، کردهای بختی را همان گروه قومی می‌داند که با ارمنیان در خاک بختان می‌زیستند و در دورة هخامنشی سیزدهمین ساتراپ امپراتوری ایران را تشکیل داده بودند.

## سرزمین بختی‌ها
مینورسکی با استناد به نوشتة گزنفن که سرزمین کردوچئی را در خاور بوتان دانسته، می‌نویسد که این نام از آن زمان به بعد، بارها در متون آمده، و به بخشی از کرانة چپ رود دجله، نزدیک کوه جودی گفته می‌شد. این ناحیه که نزد نویسندگان باستان به کردوئن۲، و نامهای دیگری شبیه آن، شهرت داشته، در میان سامیها با تبدیل حرف آغازین این کلمه به «ق» به کار می‌رفته است. این ناحیه در زبان آرامی «بیت - قَردو» و شهر جزیرة ابن عمر «گزرِتایِ قَردو»، در زبان ارمنی «کردوز» و در عربی «بقردا» نامیده می‌شده است. بعدها نام بقردا از فهرست نامهای اسلامی حذف، و جزیرة ابن عمر و بوتان جای آن را گرفت
بنا بر روایت اسطوره‌ای، بیت - قردو یا بقردی نخستین دهکده‌ای بود که حضرت نوح (ع) پس از فرونشستن طوفان، آن را در پای کوه جودی بنا نهاد و ۸۰تن ازهمراهان خود را در آن مسکن داد و از آن رو این ده را «سوق ثمانین» خوانده‌اند؛
مینورسکی ولایتی را که به نام بهتان، بوتان، یا بختان معروف بود و مورخان اسلامی جزیرة عمریه یا ابن عمر می‌خواندند، همان جایی می‌داند که مورخان یونانی آن را «کاردو» و «کردو» و به زبان ارمنی «قردو» نامیده‌اند IV/1133) , 1 EI). این محل با ناحیة زَوَزان در جزیرة ابن عمر، واقع در میان کوه‌های ارمنستان، اخلاط آذربایجان، دیاربکر و موصل تطبیق می‌کند.